# 朕即國家

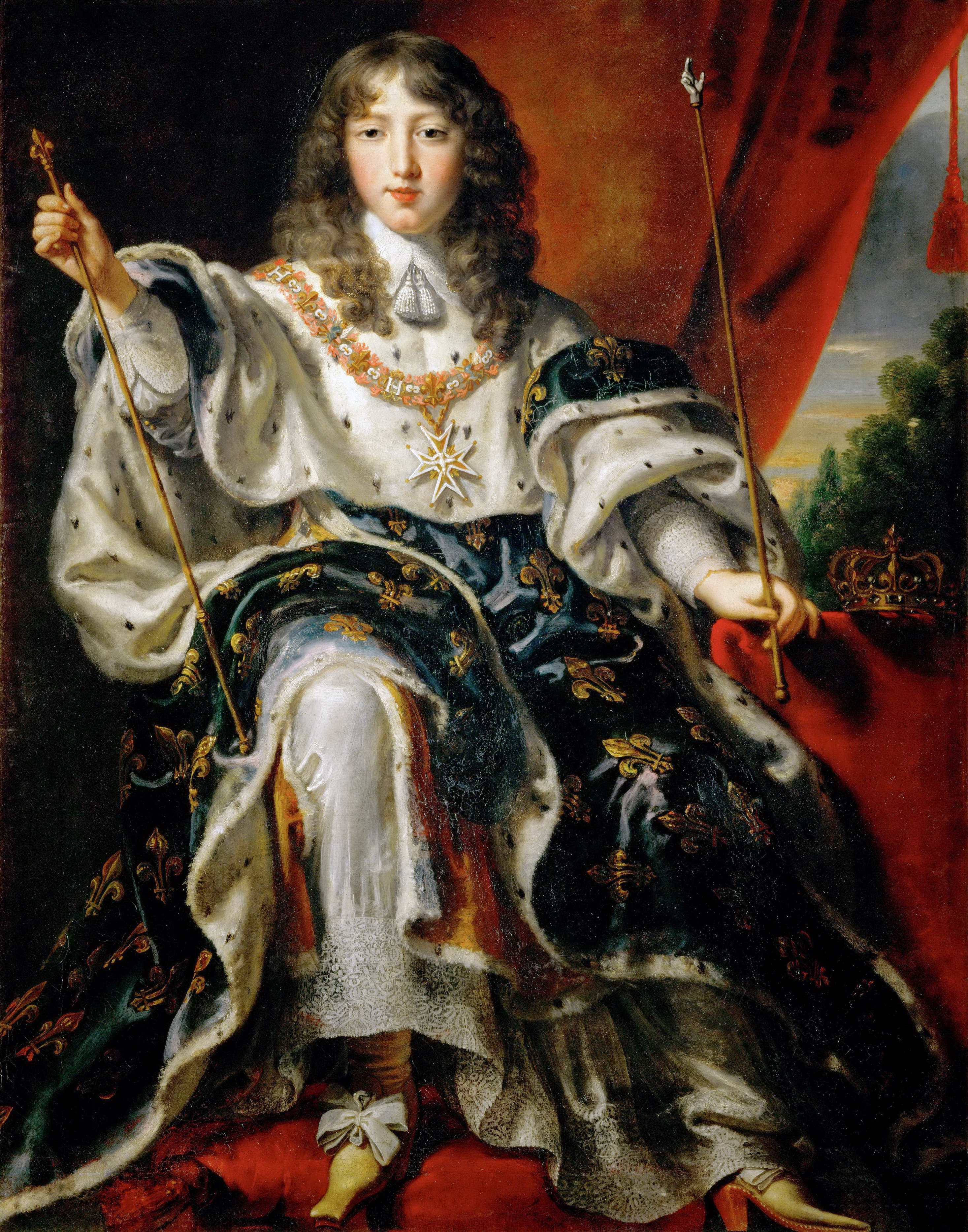
1654年，16歳的路易十四。現藏於安布拉斯城

朕即國家（法語：L'État, c'est moi）據傳為法王路易十四曾云，此被視為17世紀法國專制王權達到頂峰的表現。
據說它是在路易十四於1655年4月13日在法國高等法院上所說的：“這樣做對人民和國家都沒有好處”、“只有人民是好的，朕才是國家”。 這段話最開始出自伏爾泰寫於1751年的《路易十四時代》 。儘管事件細節不盡相同，但路易十四隨後削弱了高等法院的權力，使用王權神理論促進了官僚機構和中央集權的加強，並建立了法國王室專政的鼎盛時期。

## 现代的类似使用
2018年10月16日，不屈法国领导人让-吕克·梅伦雄（Jean-Luc Mélenchon）在警方搜查自己政党办公室时，高喊“我即共和国（La République, c'est moi）”。

## 書籍
- Lucien Bély（法语：Lucien Bély）. Éditions Jean-paul Gisserot , 编. . 2005  [2020-11-06]. ISBN 287747772X. （原始内容存档于2014-03-08）.